# Lei Baumetas
Lei Baumetas (en francès Beaumettes) és un municipi francès situat al departament de la Valclusa i a la regió de Provença – Alps – Costa Blava.

## Demografia
| 1962                                       | 1968 | 1975 | 1982 | 1990 | 1999 | 2006 |
| ------------------------------------------ | ---- | ---- | ---- | ---- | ---- | ---- |
| 69                                         | 102  | 139  | 206  | 219  | 194  | 193  |
| Des de 1962: població sense dobles comptes |      |      |      |      |      |      |

## Administració
| Període   | Identitat       | Partit |
| --------- | --------------- | ------ |
| 2008-2014 | Robert Piquet   |        |
| 2014-     | Claire Aragones |        |